# Estadio Elías Figueroa Brander
Estadio Elías Figueroa Brander – wielofunkcyjny stadion w Valparaíso w Chile. Służy przede wszystkich do rozgrywania meczów piłki nożnej.

## Sport
Na stadionie rozgrywa mecze klub Santiago Wanderers. Stadion został zbudowany w 1928 roku i mieści 23 000 widzów.